# Jüdisches Viertel Myslkovice
Das nicht sehr viel ausgeprägte jüdische Viertel (beziehungsweise Ghetto) in Myslkovice (deutsch Miskowitz), einer kleinen Gemeinde im Bezirk Okres Tábor in der südböhmischen Region Jihočeský kraj, entstand in etwa mit der Formierung der jüdischen Gemeinde in Myslkovice, also Ende des 17. Jahrhunderts. Das Ghetto befand sich zuerst um den Dorfteich herum, später, als die jüdische Bevölkerung wuchs, westlich des Teiches im westlichen Teil des Dorfes, der den Beinamen „Židovna“ (in etwa "Judenquartier") bekam. Nördlich des Teiches befand sich die Synagoge, südlich davon das Krankenhaus. Insgesamt bestand das jüdische Ghetto aus etwa 40 Wohnhäusern, die, teilweise umgebaut, bis heute zu finden sind. Die jüdische Schule wurde bereits 1730 erwähnt und um 1850. Im Ghetto befand sich auch ein rituelles Bad, die Mikwe.